# (3223) Forsius
(3223) Forsius ist ein Asteroid des Hauptgürtels, der am 7. September 1942 von dem finnischen Astronomen Yrjö Väisälä in Turku entdeckt wurde.
Der Name des Asteroiden wurde zu Ehren des finnischstämmigen Astronomie-Professors Aron Sigfrid Forsius benannt.